# Samogłoska półotwarta centralna niezaokrąglona
Samogłoska półotwarta centralna niezaokrąglona – typ samogłoski spotykany w językach naturalnych. Symbol, który przedstawia ten dźwięk w Międzynarodowym Alfabecie Fonetycznym, to ɜ (odwrócone greckie ε).
Dokładny stopień otwarcia samogłoski zapisywanej ɜ został sprecyzowany dopiero w 1993 roku; poprzednio samogłoskę półotwartą centralną niezaokrągloną zapisywano symbolem ɛ̈ (jako scentralizowaną samogłoskę półotwartą przednią niezaokrągloną).

## Języki, w których występuje ten dźwięk
- język angielski – Received Pronunciation: church [tʃɜ:tʃ] „kościół”
- język wietnamski: xuân [swɜn] „wiosna”